# UFC Fight Night: Machida vs. Romero
UFC Fight Night: Machida vs. Romero（ユーエフシー・ファイトナイト：マチダ ・バーサス・ロメロ、別名UFC Fight Night 70）は、アメリカ合衆国の総合格闘技団体「UFC」の大会の一つ。2015年6月27日、フロリダ州ハリウッドのセミノール・ハードロック・ホテル&カジノで開催された。

## 大会概要
本大会ではリョート・マチダとヨエル・ロメロによるミドル級ワンマッチが組まれた。
キャリア6戦全勝のジョー・メリットがUFCデビュー。
当初はThe Ultimate Fight Brazil 4 Finaleとしてブラジルで開催が予定されていた。

## 試合結果

### プレリミナリーカード
第1試合 バンタム級ワンマッチ 5分3R
○  サーワン・カカイ vs.   ダニー・マルティネス ×
3R終了 判定3-0（30-27、30-27、30-27）
第2試合 ウェルター級ワンマッチ 5分3R
○  トニー・シムズ vs.  スティーブ・モンゴメリー ×
1R 2:43 KO（左ストレート→パウンド）
第3試合 78.9kg契約ワンマッチ 5分3R
○  レアンドロ・シウバ vs.  ルイス・ゴンザレス ×
3R終了 判定3-0（29-28、29-28、30-27）
※ゴンザレスの体重超過によりウェルター級から変更。
第4試合 ウェルター級ワンマッチ 5分3R
○  アレックス・オリベイラ vs.  ジョー・メリット ×
3R終了 判定3-0（30-27、30-27、30-27）

### メインカード
第5試合 フェザー級ワンマッチ 5分3R
○  ハクラン・ディアス vs.  レヴァン・マカシュヴィリ ×
3R終了 判定2-1（28-29、29-28、29-28）
第6試合 ミドル級ワンマッチ 5分3R
○  チアゴ・サントス vs.  スティーブ・ボッセ ×
1R 0:29 KO（左ハイキック）
第7試合 ミドル級ワンマッチ 5分3R
○  アントニオ・カルロス・ジュニオール vs.  エディ・ゴードン ×
3R 4:37 リアネイキドチョーク
第8試合 ウェルター級ワンマッチ 5分3R
○  ロレンツ・ラーキン vs.  サンチアゴ・ポンジニッビオ ×
2R 3:07 TKO（左フック→パウンド）
第9試合 ミドル級ワンマッチ 5分5R
○  ヨエル・ロメロ vs.  リョート・マチダ ×
3R 1:38 KO（グラウンドの肘打ち）

### 各賞
ファイト・オブ・ザ・ナイト： ロレンツ・ラーキン vs. サンチアゴ・ポンジニッビオ
パフォーマンス・オブ・ザ・ナイト： ヨエル・ロメロ、チアゴ・サントス
各選手にはボーナスとして5万ドルが授与された。

### カード変更
負傷などによるカードの変更は以下の通り。
- チャス・スケリー → レヴァン・マカシュヴィリ（第5試合）

- ハニ・ヤヒーラ vs. 金原正徳 → UFC Fight Night 71に移動

- ニキータ・クリーロフ vs. マルコス・ホジェリオ・ジ・リマ → UFC Fight Night 74に移動

- リック・ストーリー vs. エリック・シウバ → シウバのビザ問題により中止

- ヴィスカルジ・アンドラージ vs. アンドレアス・スタール → アンドラージの負傷により中止